# Vexin-sur-Epte
Vexin-sur-Epte is een gemeente in Frankrijk, gelegen aan de rivier de Epte. De gemeente telde 6.026 inwoners op 1 januari 2022. De gemeente ligt in het departement Eure, in het arrondissement Les Andelys.
Sinds 1997 had een aantal gemeenten in de omgeving zich tot het samenwerkingsverband Epte-Vexin-Seine verenigd. Per 1 januari 2016 werden de onderstaande 14 gemeenten hiervan tot de commune nouvelle Vexin-sur-Epte samengevoegd.
1. Berthenonville
2. Bus-Saint-Rémy
3. Cahaignes
4. Cantiers
5. Civières
6. Dampsmesnil
7. Écos
8. Fontenay-en-Vexin
9. Forêt-la-Folie
10. Fourges
11. Fours-en-Vexin
12. Guitry
13. Panilleuse
14. Tourny

## Geografie
De oppervlakte van Vexin-sur-Epte bedroeg op 1 januari 2022 114,49 vierkante kilometer; de bevolkingsdichtheid was toen 52,6 inwoners per km².

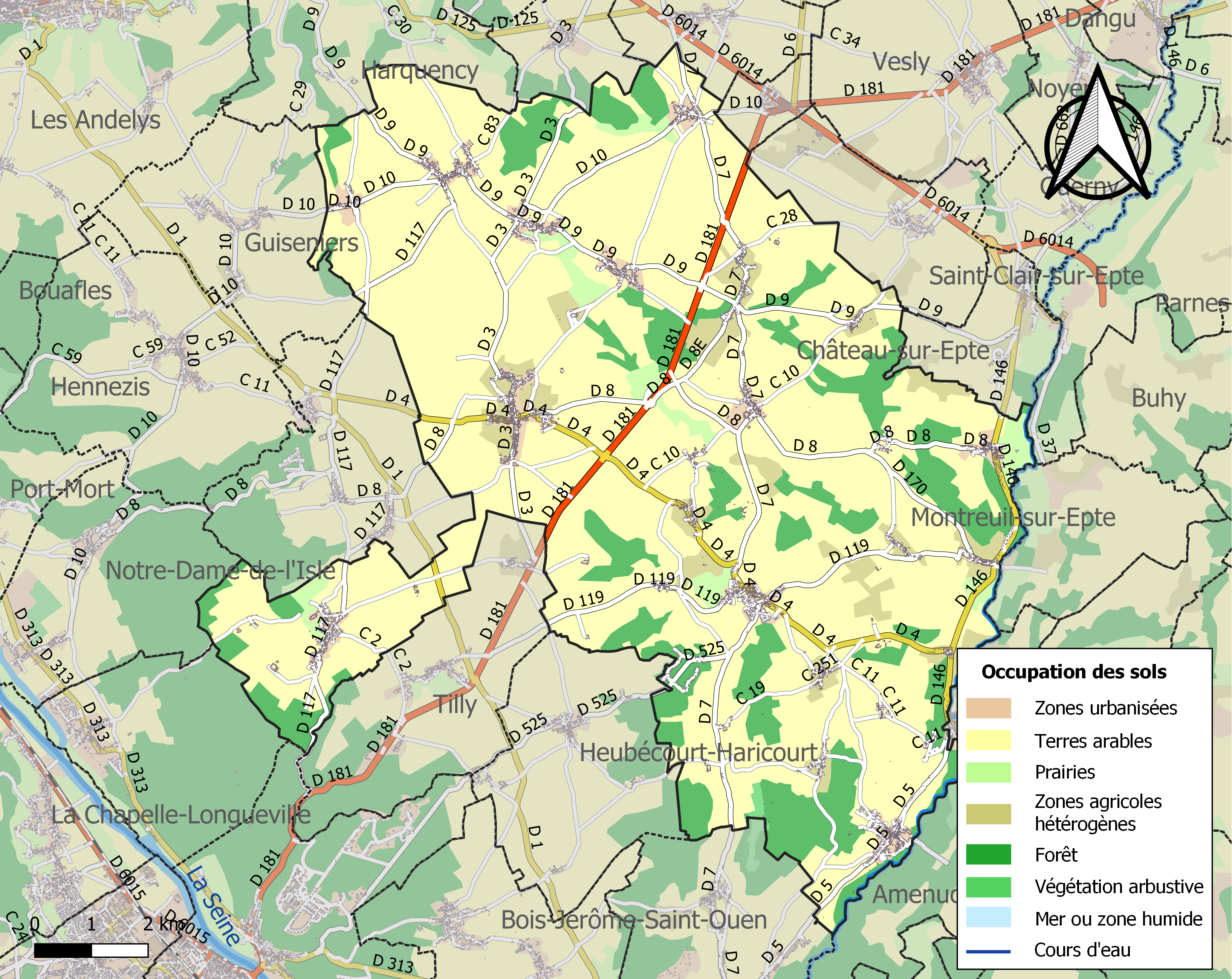
Kaart van de gemeente met belangrijkste infrastructuur, bodemgebruik en omliggende gemeenten